# NGC 4849
NGC 4849 (другие обозначения — IC 3935, UGC 8086, MCG 5-31-44, ZWG 160.56, PGC 44424) — линзообразная галактика (S0) в созвездии Волос Вероники.
Галактика находится в скоплении Волос Вероники. Она наблюдается как радиоисточник с ядром и хвостом, размер которого может составлять до 350 кпк. Плотность потока источника составляет 0,68 Ян на частоте 151 МГц.
Этот объект входит в число перечисленных в оригинальной редакции «Нового общего каталога».